# Refugi Wallon
El refugi Wallon o refugi Wallon Marcadau és un refugi de muntanya del Pirineu a 1.865 metres, que ofereix 120 places d'allotjament quan està guardat i 30 quan és lliure, accessible des de Pont d'Espanya, a Cautarés. La primera pedra data de 1909. El nom és en memòria d'Edouard Wallon, un pirineista francès del segle xix.

## Característiques i informacions
El refugi és guardat de l'15 de maig al 31 de setembre també els caps de setmana d'octubre. Està equipat amb tres dipòsits de gas per a la calefacció. L'electricitat és d'origen solar, la qual permet fer avisos d'auxili, ja que la zona no és pas coberta per la xarxa de telefonia mòbil.

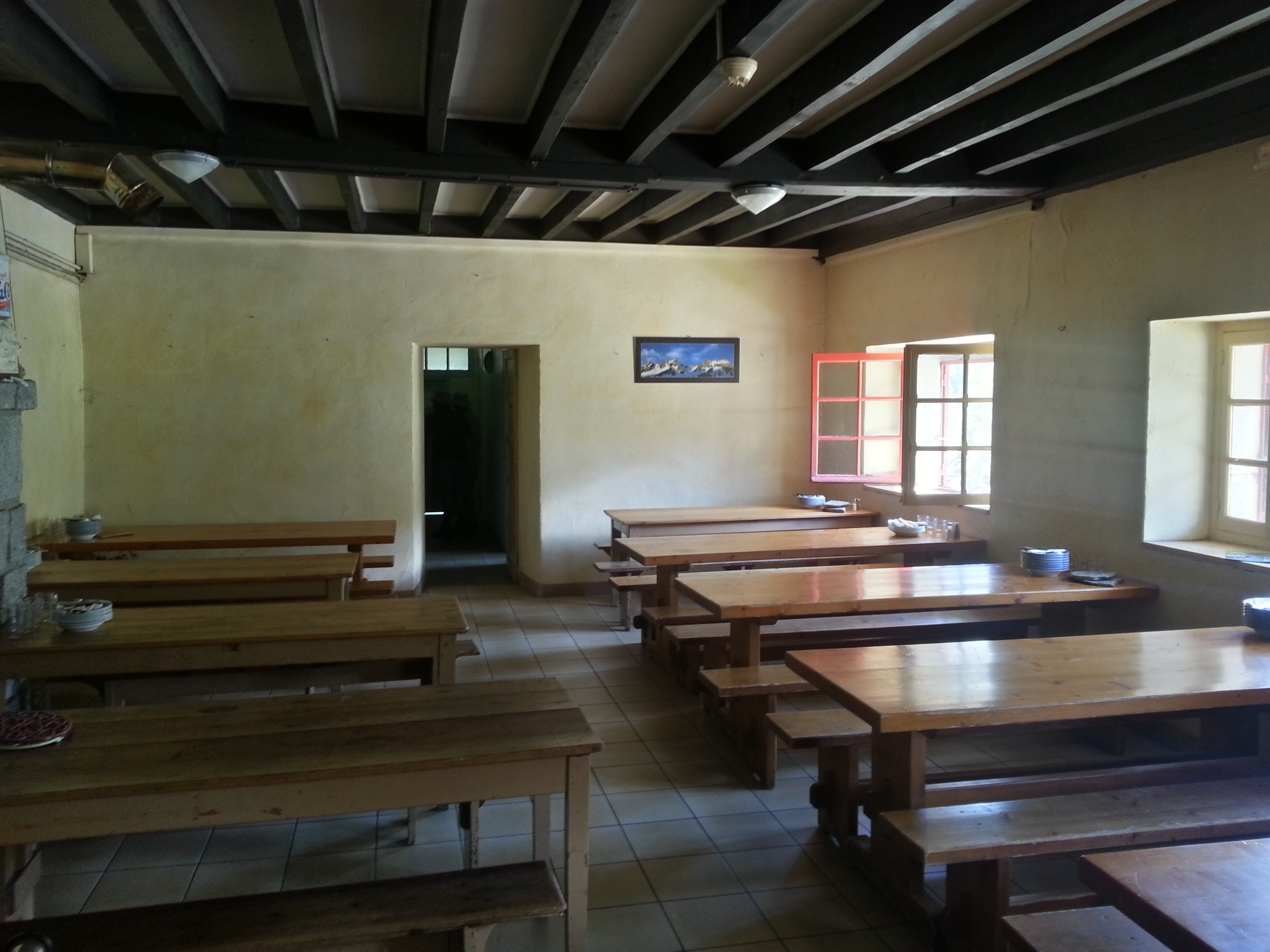
Una sala a menjar.
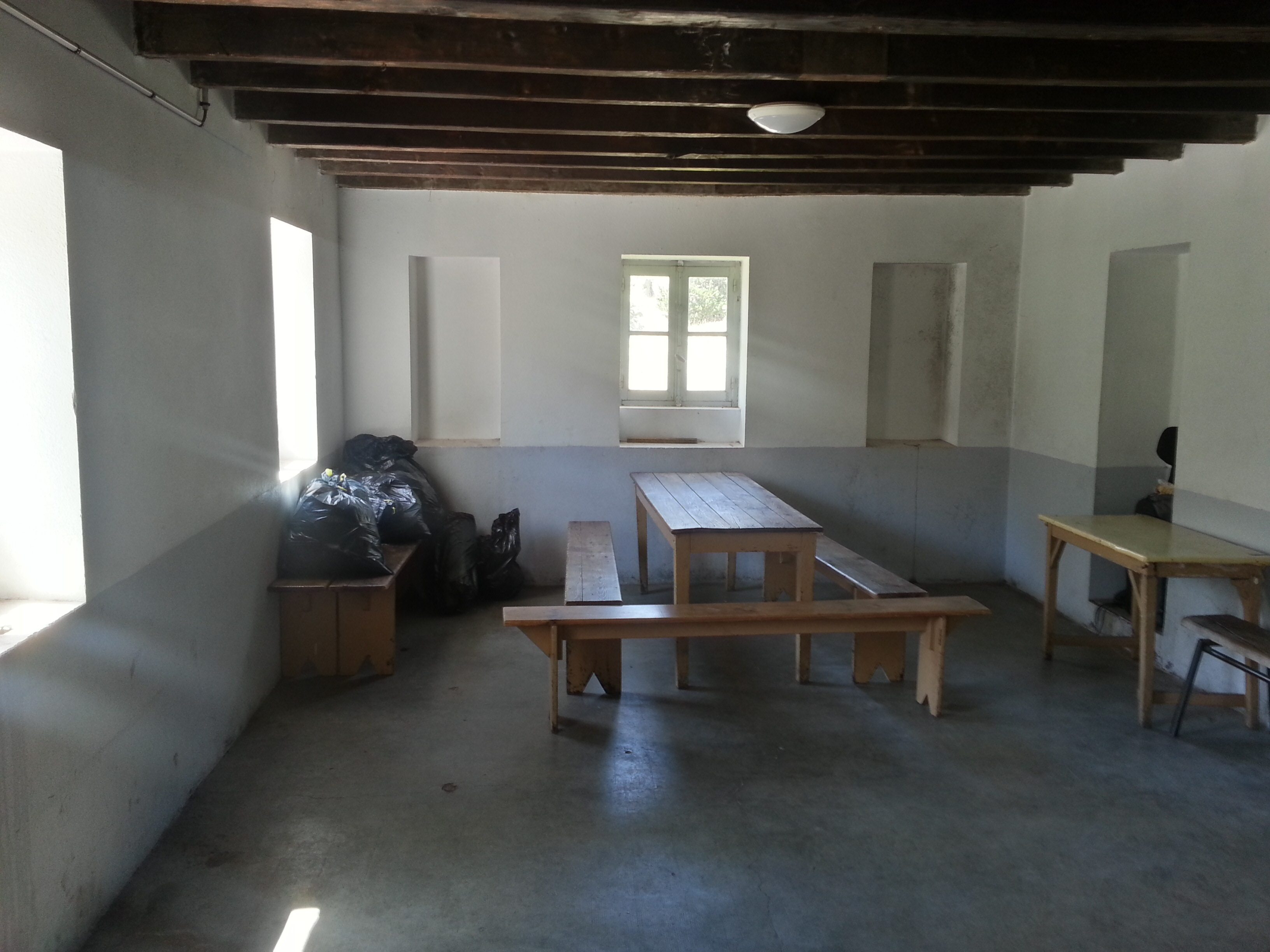
Una peça.
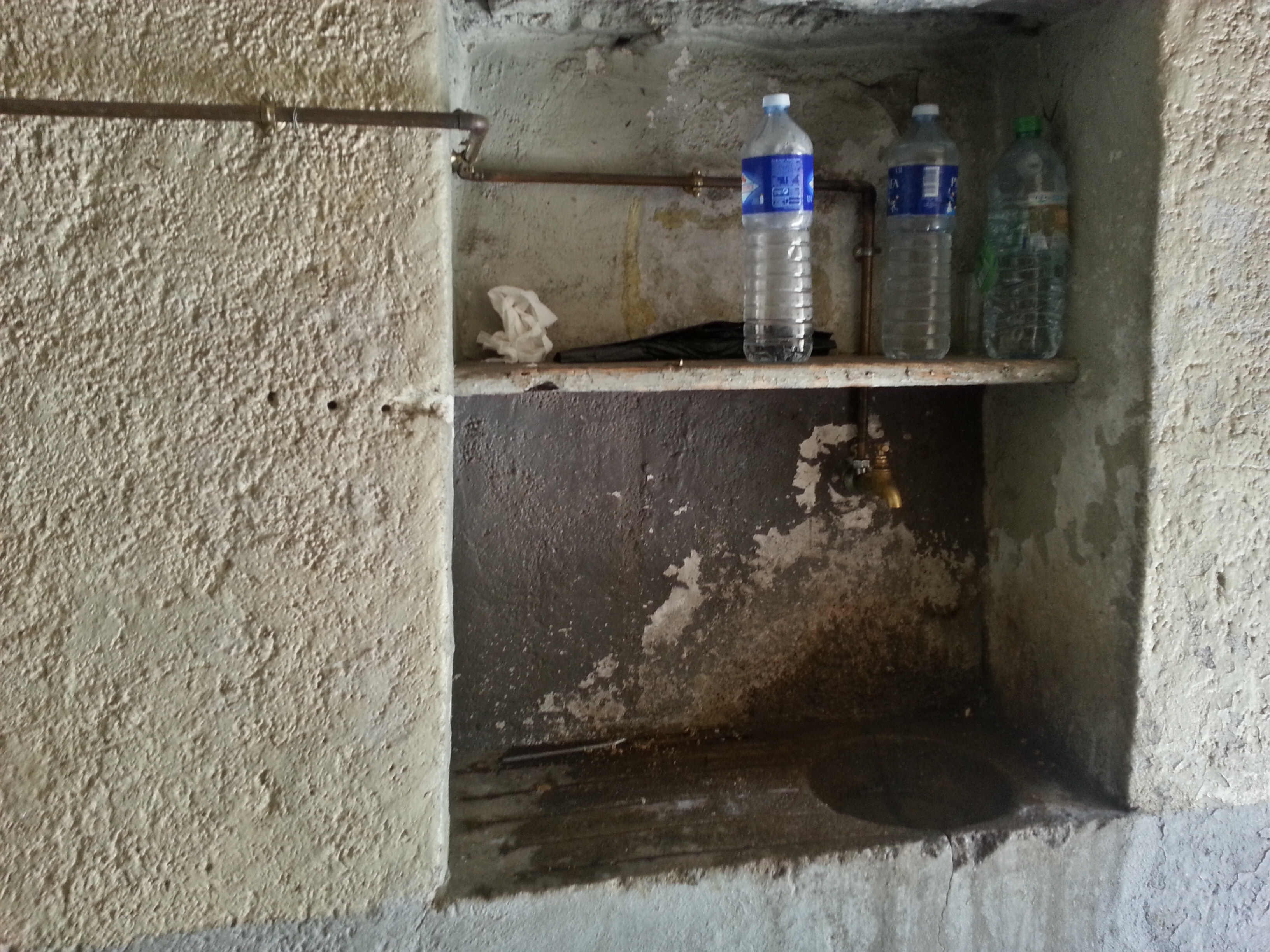
Un punt d'aigua potable.
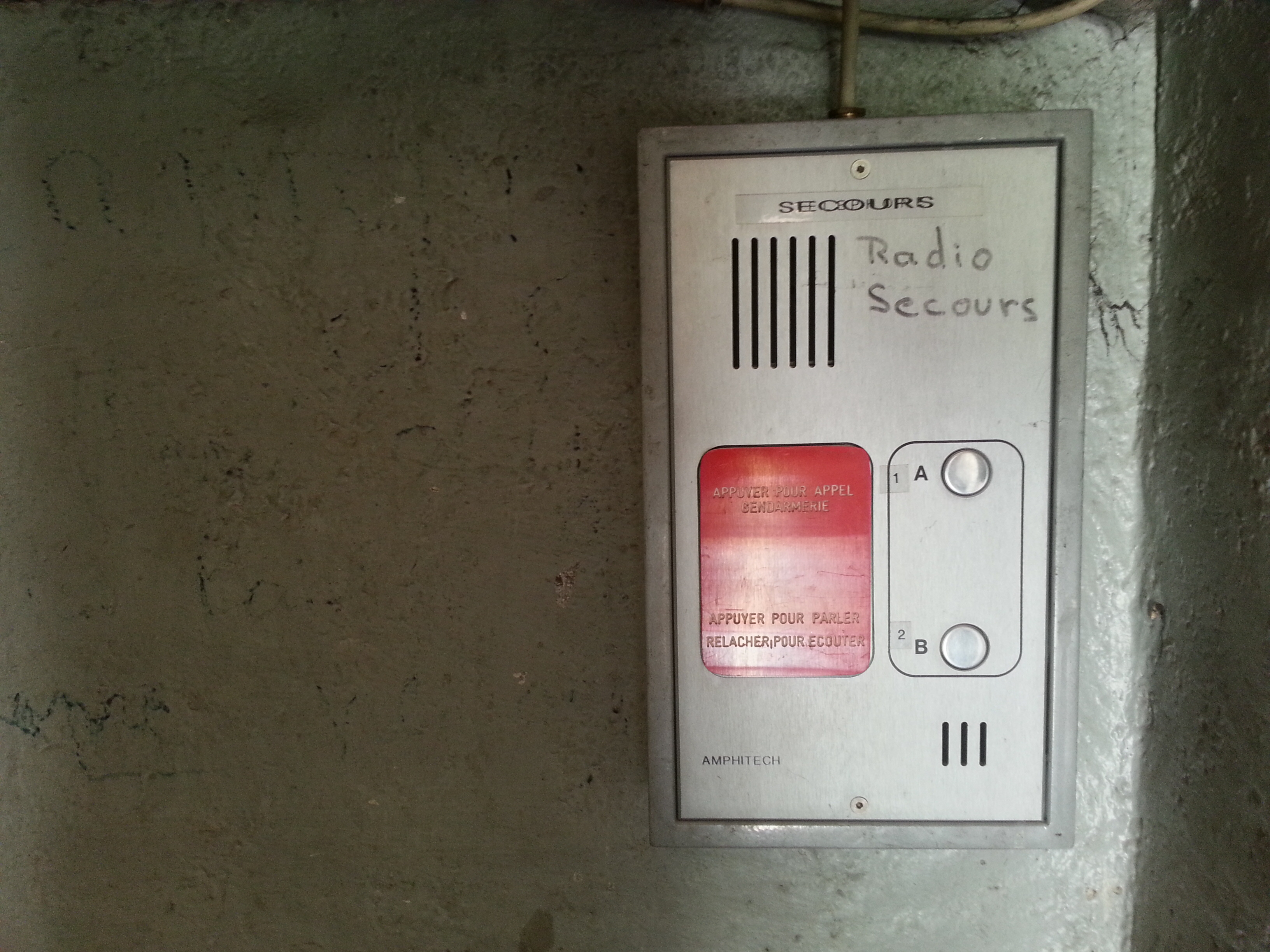
El telèfon d'urgència.

## Accés
El refugi és accessible des de Cautarés seguint un sender. És a 2:30 hores a peu des del Pont d'Espanya.